# Angela Putino
Angela Putino, née à Naples en 1946, morte à Naples en 2007 est une philosophe féministe italienne.

## Biographie
Elle est issue de la classe moyenne napolitaine. Sa mère, Maddalena est enseignante dans une école élémentaire. Son père, Saverio, travaille dans une entreprise de construction. Elle étudie la littérature et la philosophie à l'Université de Naples - Frédéric II. Elle consacre sa thèse au philosophe allemand Karl Jaspers. Elle enseigne à l'université de Naples. En 1981, elle remporte le concours de recherche à l'Université de Salerne. Elle est professeure de bioéthique et de philosophie du langage et de la science.
Ses recherches portent sur la philosophe Simone Weil. Elle fait partie du groupe de recherche Memoria de l'université de Naples qui traite de l'histoire des femmes.
Elle collabore avec la revue politique et féministe Madrigale, fondée par Lucia Mastrodomenico, en 2006.
Elle rencontre Lina Mangiacapre, et réalise avec elle un travail sur les femmes et la guerre.
Pour rendre hommage à Angela Putino, Nadia Pizzuti réalise en 2012 le documentaire Amica Nostra Angela. Elle filme les et les personnes qu'a fréquentés la philosophe morte en 2007. Le film est une suite de paysages et de conversations de proches, ponctuée par des images d'interventions publique et de cours de philosophie.

## Publications
- (it) Trompe-l'oeil : il mito di Narciso in Hermann Hesse, Naples, Edizioni scientifiche italiane, 1977, 102 p. (ISBN 9788881372652)
- (it) Simone Weil e la passione di Dio : il ritmo divino nell'uomo, Bologne, EDB, 1997, 79 p. (ISBN 9788810411100)
- (it) Amiche mie isteriche, Naples, Cronopio, 1998, 71 p. (ISBN 9788885414396)
- (it) Simone Weil : un'intima estraneità, Troina, Città aperta, 2006, 170 p. (ISBN 9788881372652)
- (it) I corpi di mezzo : biopolitica, differenza tra i sessi e governo della specie, Verone, Ombre Corte, 2011, 148 p. (ISBN 9788897522027)

## Filmographie
- Amica Nostra Angela, réalisé par Nadia Pizzuti, 40 min, 2012